# Храм Тихвинской иконы Божией Матери (Кунгур)
Храм Тихвинской иконы Божией Матери — православный храм в городе Кунгуре Пермского края. Памятник архитектуры федерального значения. Колокольня храма является высотной доминантой города и имеет наклон.

## История
История храма началась в XVII веке, когда жители Кунгура подали прошение царю Алексею Михайловичу разрешить организовать в городе женский монастырь. Просьба была удовлетворена царём в 1695 году, и в городе, по-видимому, уже в начале XVIII века был открыт монастырь Тихвинской иконы Богородицы.
К монастырю сначала построили деревянный храм во имя Иоанна Богослова, который в 1758 году перестроили в камне. Ещё через 5 лет к храму был построен придел в честь Тихвинской иконы Богородицы, который был освящён 24 мая (4 июня) 1763 года. В 1882 году разобрали трапезную и старую колокольню, к храму пристроили левый придел апостола Иакова и новую колокольню высотой 70 м по проекту архитектора Александра Турчевича. Работы финансировались на собственные средства купцом Дубининым. Значительные пожертвования на перестройку храма сделал кунгурский купец Я. С. Губкин. Тихвинская икона Божией Матери стала главной святыней храма.

### После революции
В 1935 году храм был закрыт советскими властями. Несколько лет он стоял закрытым, но в 1950 году в его здании разместили детский кинотеатр, который работал здесь более полувека и при директоре Тамаре Стафеевой был признан лучшим детским кинотеатром Пермского края.
В 2000-х годах начались работы по восстановлению здания храма — были проведены капитальный ремонт колокольни и кровли, над храмом возвели золотистый шпиль. В 2002 году кинотеатр был выселен в филиал школы № 18, в храме был выполнен ремонт, а в 2004 году в храм привезли и установили 11 колоколов, изготовленных в городе Каменск-Уральский и впервые прозвучавших в Кунгуре 14 марта 2004 года. В центральном приделе Тихвинского храма был освящён новый иконостас. Это событие состоялось 9 июля 2008 года.
В 2008 году храм отметил своё 250-летие.

## Галерея

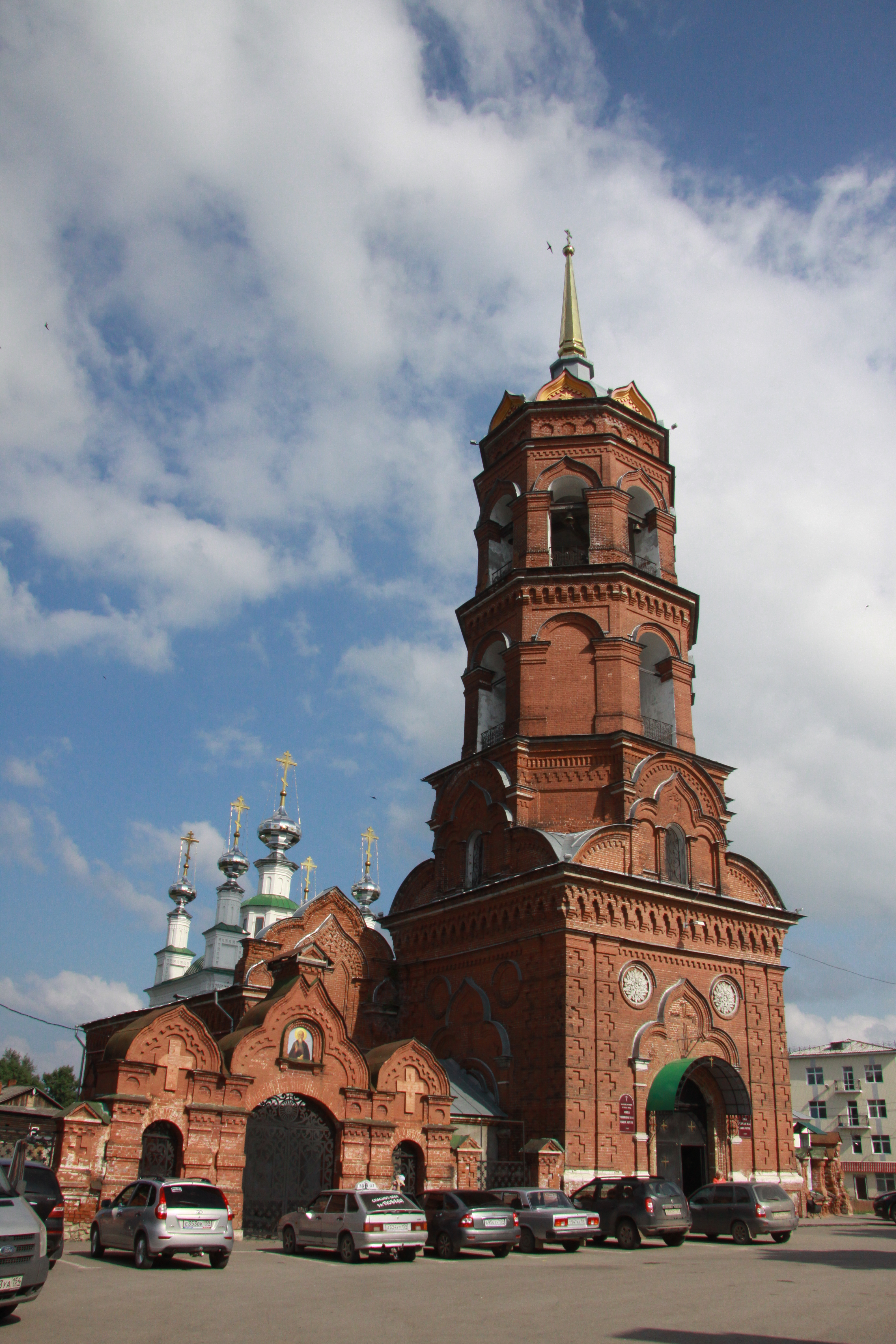
Церковь Тихвинской иконы Божьей Матери
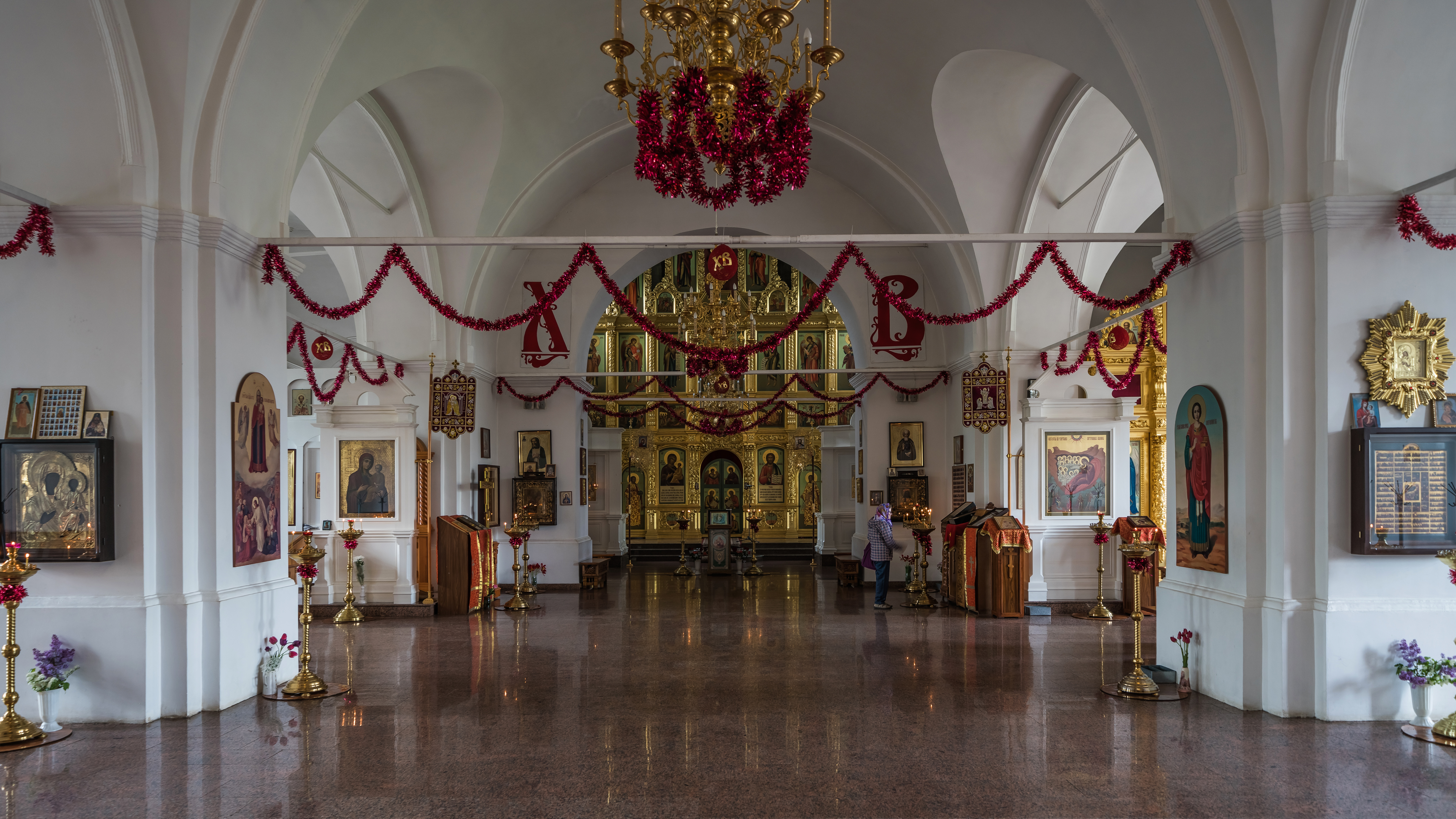
Интерьер